# ブラジリア連邦直轄区

連邦区の行政区画

連邦区（れんぽうく、 ポルトガル語: Distrito Federal [d͡ʒisˈtɾitu fedeˈɾaw] ( 音声ファイル)、略称: DF）は、ブラジルの中西部に位置する連邦政府の直轄区。首都・ブラジリアを内包する。
ブラジリアを設置するためにゴイアス州から分割された。行政上は他の26州と同格の存在として扱われ、州知事と同格の連邦区知事が置かれる。
ブラジルの5つの地域区分の中では中西部に区分される。南東で100メートルほどミナスジェライス州と隣接する以外は、ゴイアス州に囲まれている。

## 歴史
1956年、同年1月によってジュセリーノ・クビチェック大統領によって遷都計画が実行に移され、3年10ヶ月の歳月をかけ新首都ブラジリアが建設された。
1960年4月21日、ブラジル政府はリオデジャネイロからブラジリアへと遷都した。ブラジリアへの遷都が行われる以前の連邦直轄区は今日のリオデジャネイロ市を指し、行政上、連邦直轄区は1889年に当時のリオデジャネイロ市に置かれたものをその起源とする。以後、今日リオデジャネイロ市と呼ばれる都市にほぼ相当する区域が「連邦直轄区」であったが、この遷都に伴い首都並びに連邦直轄区としての地位を失った同都市（同区域）は、1960年にグアナバラ州へと改称された。その後、グアナバラ州は1975年にリオデジャネイロ州に組み込まれるまで存続し、リオデジャネイロ州に併合されるに伴い「リオデジャネイロ市」へと改称され今日に至る。1962年に設立されたブラジリア大学がある。
ブラジリア連邦直轄区は、ブラジリア同様にほぼ無人といってよい地帯から造成されたため、都市建設のための労働者（ブラジルの中でも貧しい北東部出身者が多数を占めた）のほかは、連邦政府の官僚や都市生活を支えるための最低限の従業員などで、それら最初期の住人の中でも特に都市建設に携わった労働者には“Candango”という呼称が与えられている。

## 行政区画

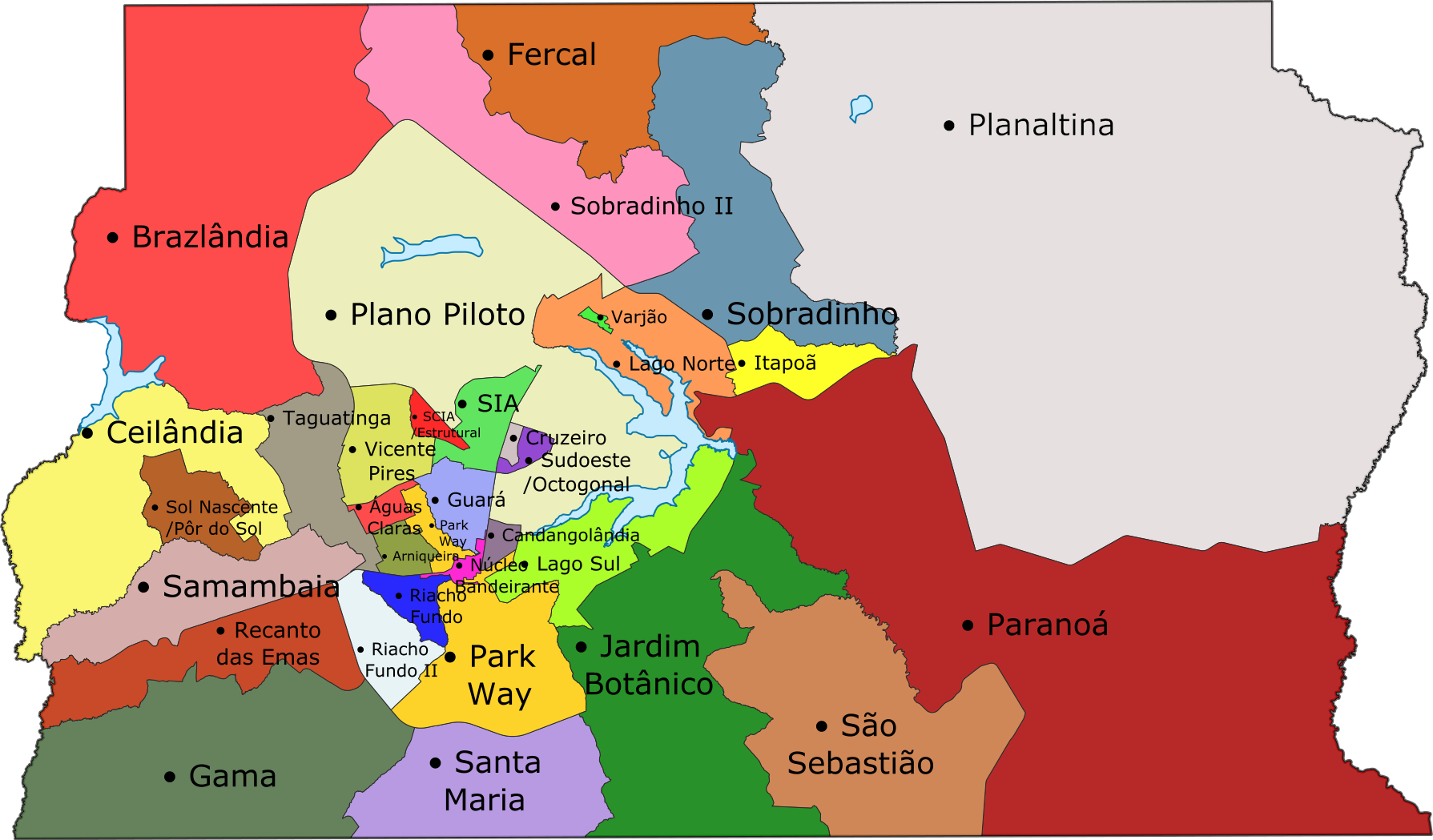
連邦区の行政区画

- ブラジリア
- セイランジア
- タグァチンガ
- サマンバヤ
- アグァス・クラーラス
- ガマ
- ソブラジーニョ
- プラナウチーナ

- 2022年のブラジリア連邦直轄区の行政区画（英語版）
- 2015年の衛生写真
- 夜景

## 政治
国政では連邦の国民会議下院8議席、上院3議席が割り当てられている。大統領選挙では左派政党が最多得票を得ることが多かったが、近年は流動的である。
地方自治では地方議会の「連邦直轄区立法議院」(Câmara Legislativa do Distrito Federal)と連邦区知事が設けられている。両機関はブラジリアを含めた連邦直轄区内の自治を担う。

## 抱える問題
ブラジル全体の首都であり連邦区の首府にあたるブラジリアは元々100万人の人口を支える都市機能を備える前提で建設された都市であるが、その複雑な都市機能から発展はゆるやかなものとなっており、ブラジリア市内には主に連邦政府の職員、各国大使館職員ら比較的裕福な住人が住み、その他の従業員らはブラジリアで働くにもかかわらず、ブラジリアと同時期に入植と開発が始まった連邦直轄区内の近隣都市（ブラジルにおいてはやや皮肉を込めて「衛星都市」と呼ばれる）に住まざるをえない状況となっている。
当時ブラジルでも当代一の建築家とみなされていたルシオ・コスタを擁し、国家管理の計画都市であり首都として開発されたブラジリアこそ一定の発展をみているが、そうした恩恵を受けていない近隣都市の開発は不十分な状態にあり連邦直轄区内でもブラジリアの住人と隣接する他の市の住人との間では格差が生じている。
衛星都市とのバランスを欠いた建設計画についてはブラジリアが計画都市として失敗作との悪名を負う一因ともなっており、この問題は建設から40年余りを経た2000年代に入ってなお解消されていない。

## 旗

連邦直轄区の旗

旗の白は平和を象徴し、中央の黄色と緑はブラジル国旗に基づいた配色である。加えて、黄色で描かれた4本の矢はブラジルの先住民族を表し、それが東西南北の四方を指すことで権力の中枢（連邦直轄区）であることを暗示するとともに、この十字はペドロ・アルヴァレス・カブラルを導いた南十字星をも意味している。中央部分においても、矢の羽の部分で正方形をした菱形を描くことで、中央に菱形を持つブラジル国旗を引用している。
この旗の図案は詩人のギリェルメ・ヂ・アルメイダ（Guilherme de Almeida）によって考案され、法令1090号に基づき1969年4月25日から用いられるようになった。連邦直轄区の扱いがそうであるように、この旗についても他の州の州旗と同格の扱いを受ける。